# Кјеза (Ферара)
Кјеза (итал. Chiesa) је насеље у Италији у округу Ферара, региону Емилија-Ромања.
Према процени из 2011. у насељу је живело 40 становника. Насеље се налази на надморској висини од 14 м.